# Андрей Стоянов (учител)
Вижте пояснителната страница за други личности с името Андрей Стоянов.
Андрей Стоянов е български просветен деец, фолклорист и общественик, деец на Българското възраждане в Македония. Заради широката му просветна дейност в Македония е наричан Втори Кирил Пейчинович.

## Биография
Стоянов е роден на 8 юни 1865 година в семейството на Стоян и Мария в Габрово, тогава в Османската империя, днес България. Завършва с пълен успех Габровската реална гимназия в 1884 година. Става учител и развива широка просветна дейност в Македония. Заема длъжността главен учител във Воден, Тетово, Струмица, Енидже Вардар, като учител и надзирател работи в Солун, а като инспектор на българските училища – в Скопската българска община.
Андрей Стоянов започва учителската си дейност във Воден, където преподава две години - в учебните 1884 - 1885 и 1885 - 1886 година. В това време той подкрепя и развива училищното дело не само в града, но и в цяло Воденско. В учебната 1886 - 1887 година Стоянов започва да преподава в Тетово, където работи без прекъсване до учебната 1893 - 1894 година. Отново Стоянов развива просветна дейност не само в града, но в цяло Тетовско, Гостивар и Гостиварско, подкрепяйки и развивайки българското училищно дело. Посещава редовно отдалечените села, където носи буквари на български, укрепвайки просветното дело и българщината. Той полага големи усилия за девическото образование в областта и работи усърдно, призовавайки по-консервативните българи да изпращат и дъщерите си в училище.
Стоянов развива и широка книжовна декност. Публикува множество статии във вестник „Новини“ в 1891 – 1892 година относно Тетовско, Гостиварско, бита на българите и други. Събира и публикува много народни песни от региона, популяризриайки и запазвайки фолклорното наследство от земите около Горен Вардар. Той е автор и на задълбочено изследване на живота и делото на Константин Пейчинович от 1888 година.
По време на учителстването си в Тетовско, Андрей Стоянов е преследван от дейците на гръцката и сръбската пропаганда в Македония и често е наклеветяван пред османските власти, заради което лежи в затвора.
В учебната 1894 – 1895 година Стоянов се мести в Скопие, където заема длъжността инспектор на българските училища в Скопската българска община. В началото на следващата 1895 - 1896 учебна година е наклеветен от дейци на сръбската пропаганда в града и лежи три месеца в Скопския затвор. След като османските власти разкриват клеветничеството, Андрей Стоянов е освободен от затвора, но длъжността му в Скопската българска община вече е заета. Заминава да работи като учител и училищен надзирател в Солунската българска мъжка гимназия, където работи до края на същата 1895 – 1896 учебна година.
В следващата 1896 – 1897 година е изпратен в Струмица като главен учител и надзирател и ръководител на българските селски училища в каазата. На същата длъжност е назначен в следващата 1897 – 1898 година в Енидже Вардар. Андрей Стоянов развива значително черковно-училищните дейности и в Струмишко, и в Ениджевардарско. В края на учебната 1897 – 1898 година Андрей Стоянов напуска Енидже Вардар и се прибира при семейството си в Тетово тежко болен, където умира след няколко дена – на 14 септември 1898 година. Погребан е в двора на тетовската църква „Свети Никола“.